# سوهیون
سو جو هیون (کره‌ای: 서주현؛ زادهٔ ۲۸ ژوئن ۱۹۹۱) که بیشتر با نام هنری سوهیون (کره‌ای: 서현) شناخته می‌شود، خواننده و بازیگر اهل کره جنوبی است. او در اوت ۲۰۰۷، او به عنوان عضو گروه گرلز جنریشن وارد عرصهٔ موسیقی شد، گروهی که هم‌اکنون یکی از پرفروش‌ترین هنرمندان کره جنوبی و محبوبترین گروه دخترانهٔ این کشور در سطح جهانی است. بعدها سوهیون به همراه دو هم‌گروه خود یعنی ته‌یون و تیفانی زیر گروهی به نام «گرلز جنریشن-تی‌تی‌اس» تشکیل دادند.
جدا از فعالیت‌های گروهی، سوهیون توانسته خود را به عنوان یک بازیگر نیز جا بندازد، مخصوصاً بعد از ایفای نقش در تئاترهای موزیکالی مثل افسانه خورشید و ماه، بر باد رفته و ماما میا!. او همچنین در سال ۲۰۱۶ در سریال عاشقان ماه هم نقش‌آفرینی کرد.
سوهیون کار خود به عنوان یک خوانندهٔ تک‌خوان را با آلبوم کوتاه «نگو نه» آغاز کرد و به این صورت بعد از ته‌یون و تیفانی، سومین عضو گرلز جنریشن شد که آلبوم انفرادی منتشر می‌کند.
در ۲۰۱۷، اس.ام. طی بیانیه‌ای اعلام کرد که «سوهیون» قراداد خود با این کمپانی را تمدید نکرده و برای تمرکز بر هنر بازیگری خود «اس.ام.» را ترک خواهد کرد؛ اما او همچنان عضو گرلز جنریشن خواهد ماند. او در سال ۲۰۱۹ به کمپانی «نامو اکتورز» مهاجرت کرد.

## فیلم‌شناسی
- من نفرت‌انگیز (۲۰۱۰)
- افسانه خورشید و ماه (۲۰۱۲)
- من نفرت‌انگیز ۲ (۲۰۱۳)
- زمان (۲۰۱۸)
- عاشقان ماه (۲۰۱۶)
- زندگی خصوصی  (۲۰۲۰)
- عشق و افسار  (۲۰۲۲)
- معشوقه جینکس  (۲۰۲۲)
- ترانه راهزنان (۲۰۲۳)